# Sisó del Karoo
El sisó del Karoo(Heterotetrax vigorsii) és una espècie de gran ocell de la família dels otídids (Otididae) que habita en garrigues i praderies del sud de Namíbia i sud de Sud-àfrica.

## Taxonomia
Aquesta espècie era inclosa fins fa poc al gènere Eupodotis, del qual van ser separada arran treballs genètics recents